# Prestoea ensiformis
Prestoea ensiformis är en enhjärtbladig växtart som först beskrevs av Hipólito Ruiz López och Pav., och fick sitt nu gällande namn av Harold Emery Moore. Prestoea ensiformis ingår i släktet Prestoea och familjen Arecaceae. Inga underarter finns listade i Catalogue of Life.